# Michel Moura
Michel Moura (* 28. September 1962 in Vacoas-Phoenix) ist ein mauritischer römisch-katholischer Geistlicher und Apostolischer Vikar von Rodrigues.

## Leben
Michel Moura empfing am 6. August 2006 das Sakrament der Priesterweihe für das Bistum Port-Louis.
Moura war zunächst als Pfarrvikar (2006–2009) und später als Pfarrer (2009–2011) der Pfarrei Saint Sauveur in Bambous tätig. Zusätzlich war er von 2008 bis 2011 Kaplan der Christlichen Arbeiterjugend (Jeunesse ouvrière chrétienne, JOC) im Bistum Port-Louis. 2011 wurde er Pfarrvikar und 2012 schließlich Pfarradministrator der Kathedrale von Port Louis. Anschließend wirkte er kurzzeitig als Pfarrer der Pfarrei Saint Cœur de Marie in Port Mathurin (2016–2017). Ab 2018 war Moura Pfarrer der Pfarrei Saint Esprit in Bel Air sowie Generalvikar des Bistums Port-Louis und Sekretär des Priesterrats. Zudem leitete er ab 2020 die Päpstlichen Missionswerke im Gebiet der Bischofskonferenz des Indischen Ozeans (CEDOI). Darüber hinaus fungierte er ab 2023 als Bischofsvikar für die Familienpastoral im Bistum Port-Louis und als Kaplan der geistlichen Gemeinschaft Équipe Notre-Dame.
Am 20. Dezember 2023 ernannte ihn Papst Franziskus zum Apostolischen Vikar von Rodrigues. Der emeritierte Bischof von Port-Louis, Maurice Kardinal Piat CSSp, spendete ihm am 19. März 2024 in der Kathedrale Saint-Gabriel in Port Mathurin die Bischofsweihe; Mitkonsekratoren waren der Bischof von Port-Louis, Jean Michaël Durhône, und der Bischof von Port Victoria, Alain Harel.